# Hossein Ronaghi
Hossein Ronaghi Maleki (* 4. července 1985, Malekan, Východní Ázerbájdžán, Írán) je íránský aktivista za lidská práva, blogger a politický vězeň. Od roku 2009 strávil šest let ve vězení. V roce 2022 se po svém opětovném zatčení stal jednou ze známých tváří spojených s protesty po smrti Mahsá Amíniové.

## Život
Hossein Ronaghi se narodil v Malekanu v íránské provincii Východní Ázerbájdžán. Studoval softwarové inženýrství na univerzitě Arak Azad v Teheránu.
Poprvé byl uvězněn 13. prosince 2009 za své aktivity během protestů v době íránských prezidentských voleb. Organizace Amnesty International označila Ronaghiho za vězně svědomí. Vyzvala k jeho okamžitému a bezpodmínečnému propuštění.
Znovu zatčen byl 23. února 2022 poté, co kritizoval systém regulace internetových služeb v Íránu, podle nějž nad ním má kontrolu armáda.
Dne 24. září 2022 byl Ronaghi zatčen i se svými dvěma právníky. Jeho rodina uvedla, že s ním ztratila kontakt poté, co ho převezli do vězeňské nemocnice. Ronaghi držel protestní hladovku. Podle rodiny trpí problémy s ledvinami a ve vězení mu zlomili obě nohy.
Dne 26. listopadu byl Ronaghi dočasně propuštěn na kauci z vězení Evín a převezen do nemocnice v Teheránu k léčbě po 64 dnech hladovky.